# Giuseppe Burzio
Giuseppe Burzio, né le 21 janvier 1901 à Cambiano en Italie et mort le 10 fevrier 1966, est un diplomate du Saint-Siège et archevêque catholique. 

## Biographie
Ordonné en 1924, il s'inscrit au séminaire pontifical en 1926 puis il est mandaté par le service diplomatique du Saint-Siège en 1929, envoyé au Pérou (en) en tant que secrétaire de 2e classe. Il est ensuite affecté en Tchécoslovaquie (en) (en 1935 - 1938) et en Lituanie (en) (1938-1940). Il est déplacé en Slovaquie en 1940, avant l'avènement du régime de la République slovaque de Jozef Tiso. Le pape Pie XII nomme Burzio afin qu'il fasse pression sur le gouvernement slovaque. Burzio prévient Rome des persécutions que subissent les Juifs et les Roms dans cet État satellite du Troisième Reich, ce qui déclenche des protestations du Vatican au sujet du sort qui leur est réservé. Burzio lui-même fait directement pression sur le gouvernement.
En 1942, Burzio et d'autres annoncent à Tiso que les nazis assassinent les Juifs déportés depuis la Slovaquie. Après quelques hésitations, Tiso refuse de déporter les 24 000 juifs qui vivent encore en république slovaque. Quand les déportations reprennent en 1943, Burzio conteste le premier ministre Vojtech Tuka au sujet de l'extermination des Juifs slovaques. Le 5 mai 1943, le Vatican condamne la reprise des déportations et, le 8 mai, l'épiscopat slovaque émet un bulletin pastoral pour condamner le totalitarisme et l'antisémitisme. En août 1944 éclate le soulèvement national slovaque. Des troupes allemandes viennent mater la rébellion, accompagnées de brigades de police chargées de rafler les Juifs restants en Slovaquie. Burzio s'adresse directement à Tiso pour le supplier d'épargner la déportation au moins aux juifs convertis au catholicisme et il lui transmet un message du pape : «  L'injustice perpétrée par son gouvernement est néfaste au prestige de son pays et les adversaires en profiteront pour discréditer le clergé et l'Église dans le monde entier ».
Après la guerre, Burzio est ordonné archevêque de Gortyne (de) et nonce apostolique en Bolivie (en) en 1946. Il est nommé nonce apostolique à Cuba (en) ainsi que délégué apostolique à Porto Rico (en) en 1950 et démissionne de ses fonctions en 1955.